# Chirostylus novaecaledoniae
Chirostylus novaecaledoniae is een tienpotigensoort uit de familie van de Chirostylidae. De wetenschappelijke naam van de soort is voor het eerst geldig gepubliceerd in 1991 door Baba.